# Dharma & Greg
Dharma & Greg foi uma sitcom estadunidense produzida pela 20th Century Fox Television e exibida pela ABC de 24 de setembro de 1997 a 30 de abril de 2002. Criada por Dottie Dartland e Chuck Lorre, a série é protagonizada por Jenna Elfman e Thomas Gibson.
No Brasil, a série foi exibida pelo canal pago FOX - e pelo canal aberto da Bandeirantes em 2010 - e atualmente pelo canal pago Comedy Central. Em Portugal, foi exibida pela RTP2 de 1999 a 2003 e atualmente pela SIC Mulher da SIC.